# سیارک ۲۵۵۹۴
سیارک ۲۵۵۹۴ (به انگلیسی: 25594 Kessler، نامگذاری:1999YA9) بیست و پنج هزار و پانصد و نود و چهارمین سیارک کشف شده‌است که در ۲۹ دسامبر ۱۹۹۹ کشف شد.
قدر مطلق سیارک برابر ۳۰.۹ است.